# Agamemnon (vaisseau)
Pour les articles homonymes, voir Agamemnon (homonymie).
L'Agamemnon est un vaisseau de ligne de 74 canons de la classe Téméraire en service dans la marine française à la fin du premier Empire et sous la Restauration.

## Conception et construction
Après la défaite de Trafalgar (21 octobre 1805), Napoléon ne renonce pas à disputer la maîtrise des mers à la Royal Navy. Le 17 septembre 1810, il ordonne un programme de construction de 20 vaisseaux par an, partagé entre les arsenaux français et ceux des États satellites. En tout, 19 vaisseaux et frégates sont construits à Gênes et Venise. L'Agamemnon reprend le nom d'un vaisseau français de 72 canons naufragé en 1809 dans le Rio de la Plata.

## Service actif
Au début de l'année 1812, il est armé à Gênes et placé sous le commandement du capitaine de vaisseau Letellier qui le conduit à Toulon.
Le 5 novembre 1813, le vaisseau participe à une sortie d'une escadre la flotte de la Méditerranée commandée par le vice-amiral Maxime Julien Émeriau de Beauverger : ils rencontrent l'escadre britannique de blocus commandée par Edward Pellew. L'Agamemnon, l'Ajax, l'Ulm, le Borée et les frégates Melpomène, Pénélope et Galatée affrontent les vaisseaux britanniques Caledonia, San Josef, Boyne, Scipion, Mulgrave, Pembroke et Armada. L'Agamemnon est « très-maltraité ». Alors que l'Agamemnon et les frégates risquent d'être enveloppés par les navires britanniques, le contre-amiral Cosmao-Kerjulien vient à leur secours à bord du 118 canons Wagram et permet à l'escadre de regagner Toulon.
À l'été 1822, il transporte un chargement de bois et de vin de Toulon à Brest.

## Dans les arts
Le combat du 5 novembre 1813 avec la manœuvre du Wagram, où apparaît l'Agamemnon, est représenté dans une peinture de la galerie historique du château de Versailles réalisée en 1826 par Auguste Mayer.